# Хупперт, Хуго
Ху́го Ху́пперт (иначе Гу́го Гу́пперт, нем. Hugo Huppert; 5 июня 1902, Билиц, Силезия, ныне Бельско-Бяла, Польша — 25 марта 1982, Вена) — австрийский прозаик, поэт, переводчик и критик, сторонник марксизма, долгое время связанный с Советским Союзом.

## Жизнеописание
Хуго Хупперт родился в семье австрийского государственного служащего в силезском городе Билиц (нем. Bielitz, ныне Бельско-Бяла), которое тогда было в составе Австро-Венгрии. Ещё подростком он заинтересовался марксистской идеологией. С 1920 года принадлежал к восточносилезскому подразделению молодёжного Рабочего движения, а в 1921-м, изучая государствоведение в Венском университете, стал членом Коммунистической партии Австрии. Получив диплом под руководством Ганса Кельзена в 1925 году, он переехал в Париж и начал изучать социологию в Сорбонне. Там он познакомился с Анри Барбюсом, Жоржем Дюамелем и Жаном Кокто.
В 1926 году Хупперт вернулся в Вену. После июльского восстания 1927 года ненадолго попал в тюрьму, а потом поехал по приглашению в Москву, где с марта 1928 года до сентября 1932-го работал в Институте Маркса и Энгельса, принимая участие в издании «Собрания сочинений Маркса и Энгельса» (Marx-Engels-Gesamtausgabe). В 1933—1935 годах он изучал литературу в московском Институте красной профессуры, где познакомился с Максимом Горьким. В то время Хупперт много путешествовал по СССР: в 1928 году посетил Среднюю Азию, в 1928 и 1929 годах — Север России, в частности Карелию, в 1933-м — Урал и Западную Сибирь, а в 1934 году — Украину и Крым. В 1928 году в Москве он подружился с Владимиром Маяковским и впоследствии перевел на немецкий язык его главные произведения. Это вдохновило Хупперта опубликовать в 1940 году первый из собственных стихов.
С 1934-го он работал редактором отдела культуры московской «Дойче централь-цайтунг» («Центральной немецкой газеты» — органа немецкой секции Коммунистического интернационала), а в 1936-м стал также заместителем главного редактора журнала Internationalen Literatur — Deutsche Blätter («Всемирная литература — немецкие страницы»), который тогда возглавлял Иоганнес Роберт Бехер. Во время Большого террора в СССР Хупперт втянулся в сталинскую кампанию преследования — в том числе и коммунистов. Коллеги по перу считали его доносчиком. В частности, в «Центральной немецкой газете» Хупперт критиковал кадровую политику Андора Габора, которая якобы означала уклон от партийной линии. Осудил двуличность своего предшественника на посту во «Всемирной литературе — немецких страницах» Карла Шмюкле и, по словам самого обвиняемого, назвал его заклятым врагом. Поэтому в марте 1938-го Карла Шмюкле арестовали и расстреляли. Кроме того, Хупперт сам делал доносы органам.
В том же году НКВД арестовало самого Хупперта. В 1939-м он вышел из тюрьмы и до 1941 года преподавал на должности доцента в Литературном институте имени Горького. Тогда к 1944-го работал в политической администрации Красной Армии, в летом этого года стал личным секретарем Ильи Эренбурга. Затем работал в Национальном комитете «Свободная Германия». Кроме того, Хупперт учительствовал в так называемых фронтовых антифашистских школах (нем. Antifa-Schulen) для немецких военнопленных.
С 1944 года, как офицер Советской армии, Хупперт участвовал в освобождении Румынии, Венгрии, Словакии, Нижней Австрии и самой Вены. Получил звание майора. После войны поселился в Вене и с 1945-го по 1949 год работал в редакции «Австрийской газеты» (нем. Österreichische Zeitung). В 1949 году его отозвали в Советский Союз, где поселили в Тбилиси, но позволяли ездить в научные командировки в балтийские республики. 4 апреля 1956 года, после XX съезда КПСС, когда началась десталинизация, Хупперт вернулся в Вену. В 1963-м снова перебрался в СССР, где пробыл длительное время.
В 1946-м Хупперт поступил в австрийское отделение ПЕН-клуба, но в 1957 году его исключили за то, что одобрил вторжение советских войск в Венгрию, которые подавили восстание. Затем стал членом ПЕН-клуба Германской Демократической Республики. В 1969 году Хупперт получил от президента Австрии звание почётного профессора — за своё творчество в целом. Он также стал лауреатом Премии имени Генриха Гейне от Министерства культуры Германской Демократической Республики (1964), Государственной премии ГДР (1967) и Художественной премии ГДР (1976), в 1977 получил Австрийский почётный знак «За науку и искусство» (первого класса).
Хупперт умер в Вене в 1982 году.

## Творчество
Как литератор Хуго Хупперт творил в жанре социалистического реализма. Ценность представляют и его переводы. К такому виду творчества он обратился в 1936 году, начав переводить Маяковского. Произведения этого поэта он переводил на немецкий всю свою жизнь, особенно с 1963-го и позже. С русского он перевёл стихи и прозу Николая Тихонова, Константина Симонова, Андрея Вознесенского, Александра Твардовского и Исаака Бабеля. Пробыв в ссылке в Тбилиси семь лет, он перевёл поэму «Витязь в тигровой шкуре» Шоты Руставели. С украинского переводил произведения Шевченко. В 1972 году Хупперт получил премию Советского фонда мира за переводы произведений советской литературы на немецкий язык.